# Airlift (film)
Pour les articles homonymes, voir Airlift.
Pour plus de détails, voir Fiche technique et Distribution.
Airlift est un film de guerre indien coscénarisé et réalisé par Raja Krishna Menon et sorti en 2016.

## Synopsis
Ranjit Katyal, un homme d'affaires basé au Koweït, monte une grande opération civile pour évacuer les Indiens basés au Koweït pendant la guerre Irak-Koweït sous la dictature du président irakien Saddam Hussein.

## Distribution
- Nimrat Kaur : Amrita Katyal
- Akshay Kumar : Ranjit Katyal
- Sameer Ali Khan : Prince
- Feryna Wazheir : Tasneem
- Inaamulhaq : Major Khalaf Bin Zayd
- Pawan Chopra : Indian Ambassador Brij
- Purab Kohli : Ibrahim Durrani
- Taranjit Kaur : la femme de Nair
- Kaizaad Kotwal : Poonawalla
- Prakash Belawadi : George Kutty
- Nissar Khan : Ashok
- Narendra Jetley : Embassy Officer
- Kumud Mishra : Sanjeev Kohli
- Avtar Gill :
- Lena : la femme de George
- Arun Bali : Bauji
- Gunjan Malhotra : Meher
- Surendra Pal : External affairs minister
- Ninad Kamat : Kurien
- Rajesh Jais : Officer at the Indian Embassy in Iraq
- Sanjay Bhatia : Official at the Indian Embassy in Amman
- Pooja Nair : Preethi
- Bachchan Pachera : Old Indian
- Ajay Kumar : Joseph
- Abhijit Bhor : Captain
- Adiba Hussain : Simran